# Gading Jaya (Tabir Selatan)
Gading Jaya is een bestuurslaag in het regentschap Merangin van de provincie Jambi, Indonesië. Gading Jaya telt 1597 inwoners (volkstelling 2010).